# Сейсмічність Швеції
Територія Швеції — характеризується відносно помірною сейсмічністю.

## Загальна характеристика
За характером сейсмічності територія Швеції належить до пасивних континентальних окраїн. Головну тектонічну роль відіграє Балтійський кристалічний щит, що має блокову будову і який охоплює велику площу Скандинавського і Кольського півостровів, Фінляндію і Карелію. Він протистоїть руху літосферних плит на північ у результаті субдукції Африканської плити під Європейську. По краях щита численні розломи, з якими пов'язані мілкофокусні землетруси. Епіцентри яких утворюють сейсмічний пояс уздовж північних берегів Скандинавського півострова. На південній околиці щита землетруси приурочені до розломів западин Данських проток і півострова Ютландія. Окремо виділяється сейсмічна розломна зона вздовж північного берега Балтійського моря і Ботнічної затоки, з продовженням до Кандалакської губи Кольського півострова. Всередині кристалічного щита сейсмічні розломи утворюють прямокутну мережу північно-східного північно-західного простягання. Особливістю землетрусів є відносно великі площі (до 105 км²) розповсюдження сейсмічних коливань за відносно малих магнітуд; деякі з них сильно проявляються на поверхні землі.
Неодноразові землетруси на півночі Швеції також зумовлюються бурінням породи в шахті залізної руди видобувної компанії LKAB, яка є однією з найбільших у світі.

## Землетруси у минулі століття
Значні землетруси Швеції XX ст.:
- 11 серпня 1975 року, Юносуандо (Північна Швеція), магнітуда — 4,3 балів, інтенсивність — 4 бали, гіпоцентр на глибині — 5 км.
- 11 квітня 1972 року, Карлстад (Південна Швеція), магнітуда — 4 балів, гіпоцентр на глибині — 33 км.

## Землетруси XXI століття

### 2008
16 грудня 2008 року, на півдні Швеції стався землетрус магнітудою 4,7 балів (за шкалою Ріхтера). За повідомленнями Геологічної служби США, епіцентр землетрусу знаходився за 40 км на схід від м. Мальме поблизу м. Sjöbo. 

### 2020
18 травня 2020 року, близько 03:00 (за місцевим часом), на півночі Швеції стався землетрус силою 4,1 балів (за шкалою Ріхтера). За повідомленням шведського видання The Local, епіцентр землетрусу знаходився поблизу міста Кіруна та був спричинений бурінням породи на шахті залізної руди, що належить видобувній компанії LKAB. Землетрус, який став найпотужнішим в історії країни, спричинений бурінням породи для видобутку руди, можна було відчути в діапазоні у 20 км. Сейсмологи пояснили його появу дірками і тріщинами на глибині понад 1 км, що спричинили великі навантаження на ґрунт під час видобутку руди.

### 2022
6 жовтня 2022 року, о пів на п'яту ранку (за місцевим часом), в районах навколо міст Сеффле та Омоль стався землетрус. Сила землетрусу становила 3,0.

### 2024
11 травня 2024 року, о 10:51 (за місцевим часом), на північному сході Швеції біля узбережжя Ботнічної затоки було зафіксовано землетрус магнітудою майже 3,0 балів (за шкалою Ріхтера), що був відчутним для місцевих мешканців. За повідомленням SVT, епіцентр землетрусу знаходився в районі приблизно за 20 км на південь від невеликого містечка Бурео у ландскапі Вестерботтен. 